# Thomasquelle
Koordinaten: 51° 11′ 39,8″ N, 10° 25′ 34,2″ O
Die Thomasquelle oder das Thomasloch ist eine Karstquelle bei Mühlhausen in Thüringen.

## Lage

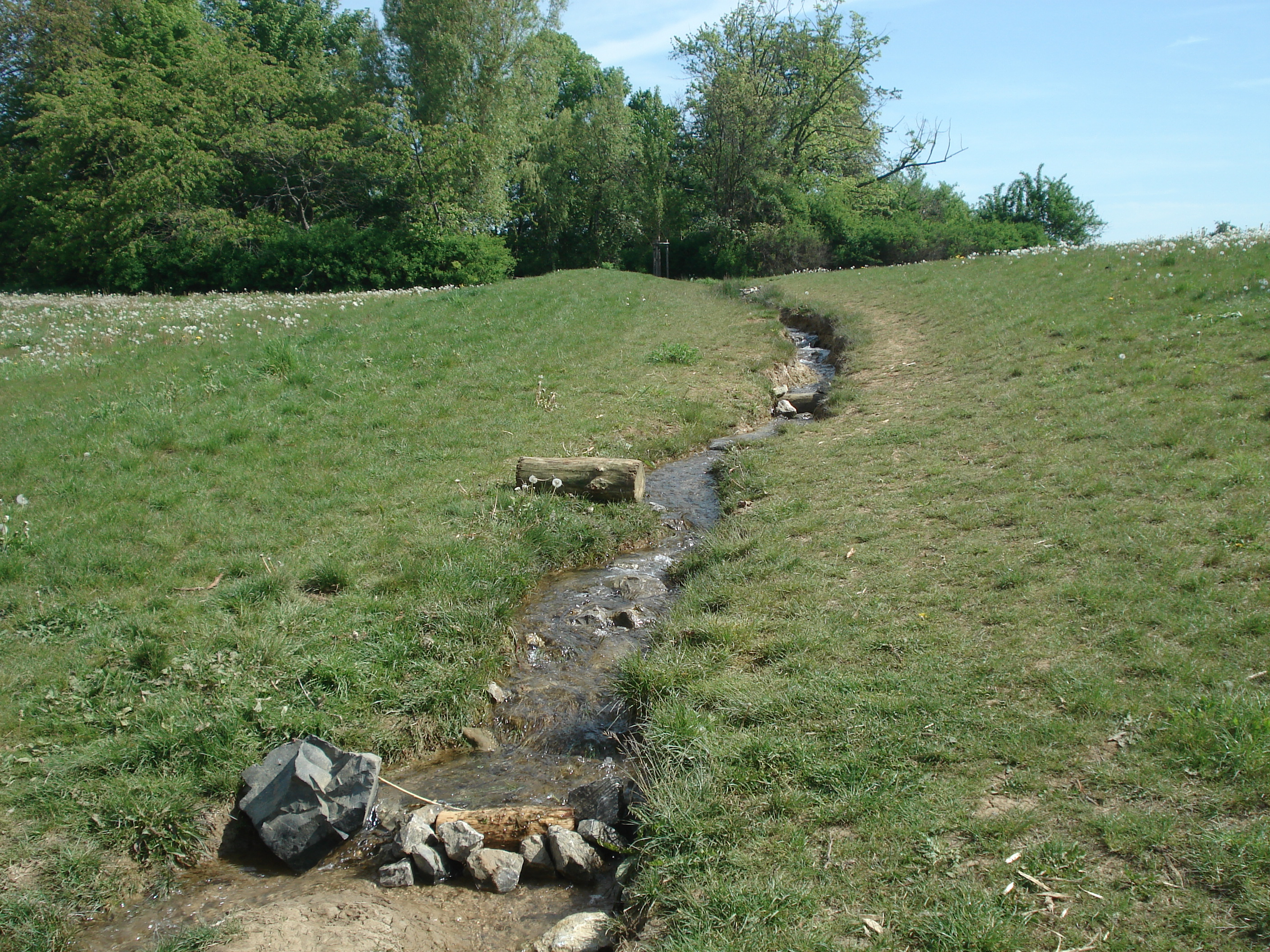
Der zum Thomasteich fließende Abfluss der Quelle

Die Thomasquelle befindet sich südwestlich von Mühlhausen bei Weidensee, direkt am Thomasteich. Sie ist als naturnaher, von Bäumen umgebener Erdfall inmitten eines Feldes erhalten. Der Abfluss erfolgt künstlich in den verschilften Thomasteich und über den Felchtaer Bach zur Unstrut.

## Beschreibung
Die Thomasquelle ist im Januar 1901 nach Herabbrechen eines Erdfalls entstanden. Sie war zur damaligen Zeit 50 m tief. Im Jahre 1963 wurde durch Taucher eine Tiefe von nur noch 42 m gemessen. Sie ist damit die tiefste Quelle Thüringens. Es wurde eine maximale Schüttung der Quelle von 140 Litern/Sekunde gemessen, jedoch kann sie auch komplett versiegen. Das sehr klare Wasser hat eine Härte von etwa 79 °dH.